# Ларсен-Тодсен, Нанни
Нанни Исидора Ларсен-Тодсен (швед. Nanny Isidora Larsén-Todsen; 2 августа 1884, Кальмар — 26 мая 1982, Стокгольм) — шведская оперная певица (сопрано). Известна партиями в операх Вагнера.

## Биография
Нанни Ларсен родилась в 1884 году в Кальмаре. Её родителями были Юхан Вильгельм Ларсен и Мария Карлотта Сёдерман. С 1900 по 1906 год она училась в Стокгольмской консерватории, а затем совершенствовалась в Германии и Италии. Ларсен дебютировала на сцене Королевской оперы в Стокгольме в 1906 году, где впоследствии пела до 1923 года. В 1916 году вышла замуж за Ханса Тодсена.
Помимо выступлений в стокгольмской опере, Ларсен-Тодсен много гастролировала. В 1923—1924 годах она выступала в театре «Ла Скала» (под руководством А. Тосканини), в 1925—1927 — в театре «Метрополитен-опера», в 1927 и 1930 годах — в Ковент-Гардене. В числе её партий были
Агата («Вольный стрелок» Вебера), Донна Анна («Дон Жуан» Моцарта), княгиня Верденберг («Кавалер роз» Р. Штрауса), Рахиль («Жидовка» Галеви), Дездемона («Отелло» Верди), Леонора («Фиделио» Бетховена), Татьяна («Евгений Онегин» Чайковского), Аида, Тоска и пр. Однако в первую очередь Ларсен-Тодсен известна как «вагнеровское сопрано». В 1927—1931 она принимала участие в Байрёйтском фестивале, где пела партии Изольды («Тристан и Изольда»), Кундри («Парсифаль») и Брунгильды («Валькирия», «Зигфрид», «Гибель богов»).
В 1920 году Ларсен-Тодсен была награждена Медалью литературы и искусств. В 1922 ей было присвоено звание придворной певицы. В 1924 году она стала членом Шведской музыкальной академии.
Нанни Ларсен-Тодсен умерла в 1982 году в Стокгольме.